# Söderö
För andra betydelser, se Söderön (olika betydelser).
Söderö är en herrgård i Kinda kommun.
Söderö ligger vid södra ändan av sjön Ämmern. Det är bebyggt med en större manbyggnad av trä i två våningar från 1806-1807. 

## Historik
Söderö omnämns i handlingar 1415. 1562 bestod det av 2 mantal frälse och 1 mantal skatte. Frälsehemmanen hade 1640 blivit säteri, och tillhörde borgmästaren Daniel Figrelius i Norrköping, adlad Leijonstierna. Resten tycks ha tillhört Åke Sparre. Egendomen tillhörde 1686 i sin helhet översten Hans Ramsvärd, 1725 överstelöjtnant Hans Henrik von Knorring, 1786 efter köp översten Carl Axel Pereswetoff-Morath, från 1792 likaledes efter köp, översten Erik Göran Adelswärd och har därefter med ett kort avbrott tillhört hans ättlingar inom släkterna Adelswärd och Beck-Friis.